# Leonora Latorre
Leonora Latorre es un personaje de ficción de la novela chilena Adiós al Séptimo de Línea de Jorge Inostrosa, novela ambientada en la Guerra del Salitre entre Chile, Perú y Bolivia.
El personaje -según una investigación de Guillermo Parvex- fue inspirado en Anita Buendía, una espía chilena que se infiltró en los círculos militares peruanos durante el desarrollo de la guerra y que fue amante del general peruano Juan Buendía.
El personaje fue interpretado por Fernanda Urrejola en la serie Adiós al Séptimo de Línea.

## Homenajes
El personaje ha dado nombre a varias calles en Chile, tanto en La Florida, una comuna residencial al sur de la ciudad de Santiago, en la ciudad de Puerto Montt, y en la ciudad de Andacollo, en la región de Coquimbo. En la ciudad de Antofagasta, un condominio residencial lleva también el nombre de Leonora Latorre en homenaje al personaje.

## Ubicación de las calles
Se han registrado en OpenStreetMap un total de 9 calles:
| Barrio                   | Ciudad       | Región                       | Mapa de geolocalización |
| ------------------------ | ------------ | ---------------------------- | --- |
|                          | Iquique      | R. de Tarapacá               | https://osm.org/go/NK0NUR4yg |
| Condominio 4 Reinas      | Iquique      | R. de Tarapacá               | https://osm.org/go/NK0NUVvvS?way= (enlace roto disponible en Internet Archive; véase el historial, la primera versión y la última). |
|                          | Antofagasta  | R. de Antofagasta            | https://osm.org/go/Mfa7TC8xt?way=245536403                                                                                          |
| Condominio Portada Norte | Antofagasta  | R. de Antofagasta            | https://osm.org/go/Mfa~V13Wz?way= (enlace roto disponible en Internet Archive; véase el historial, la primera versión y la última). |
| Villa La Estrellita      | Copiapó      | R. de Atacama                | https://osm.org/go/MekAVuDFr--?way=84056079                                                                                         |
| Villa O'Higgins          | La Florida   | R. Metropolitana de Santiago | https://osm.org/go/MaKw3RQ7X?way=36588835                                                                                           |
|                          | San Bernardo | R. Metropolitana de Santiago | https://osm.org/go/MaKPy0DoJ?way (enlace roto disponible en Internet Archive; véase el historial, la primera versión y la última).  |
| Los Queules              | Concepción   | R. del Biobío                | https://osm.org/go/MOVDczJXE?way=114597720                                                                                          |
| Villa Los Héroes         | Puerto Montt | R. de Los Lagos              | https://osm.org/go/MLEIQpcdI--?way=24907685                                                                                         |